# Colline fortifiée de Woodhouses
La colline fortifiée de Woodhouses est une colline fortifiée de l'âge du fer entre Frodsham et Helsby, dans le Cheshire, en Angleterre. Il se trouve à l'extrémité nord de la crête Mid Cheshire. La colline de Woodhouse présente des falaises abruptes du côté ouest, offrant une défense naturelle. Elle est défendue par un rempart au nord et à l'est où le sol est en pente plus douce. Les fouilles de 1951 ont montré que le rempart avait une hauteur de 4 mètres et était revêtu de pierre des deux côtés. Un certain nombre de petites pierres arrondies, considérées comme des frondes, ont été trouvées sur le site,. La colline fortifiée est protégée en tant que Scheduled Ancient Monument (monument antique classé).
La colline a un sommet culminant à une altitude de 137 mètres. Le site du fort et les zones environnantes font partie de Snidley Moor Wood, dont une grande partie est détenue et gérée par Woodland Trust.

## Emplacement
Le site se trouve à l'est du grand village et de la paroisse civile de Helsby, dans l'autorité unitaire de Cheshire West et Chester et du comté cérémonial de Cheshire.

## Voir également
- Liste des Scheduled Monuments (monuments inscrits) au Cheshire datant d'avant 1066